# Mycodrosophila fascinata
Mycodrosophila fascinata är en tvåvingeart som beskrevs av Mcevey 2005. Mycodrosophila fascinata ingår i släktet Mycodrosophila och familjen daggflugor.
Artens utbredningsområde är Fiji. Inga underarter finns listade i Catalogue of Life.